# Brot-Dessus
Brot-Dessus (toponimo francese) è una frazione del comune svizzero di Brot-Plamboz (Canton Neuchâtel).
Già comune autonomo, nel 1875 è stato accorpato a quello di Brot-Dessous, dal quale è stato scorporato nel 1888 per formare il nuovo comune di Brot-Plamboz assieme all'altro comune soppresso di Plamboz.